# Liste der erfolgreichsten Superheldenfilme
Die Liste der erfolgreichsten Superheldenfilme gibt Auskunft über die Einspielergebnisse und die Kapitalrendite der erfolgreichsten Superheldenfilme.
Filme, die gegenwärtig landesweit in Kinos gezeigt werden, sind blau unterlegt. Dies schließt vereinzelte Vorführungen in Programmkinos aus und bedeutet nicht zwangsläufig, dass der Film gegenwärtig im deutschsprachigen Raum gezeigt wird. Bei solchen Filmen kann das tatsächliche Einspielergebnis abweichen, da die Einnahmen der letzten Tage Schätzungen sind.

## Weltweit

### Erfolgreichste Superheldenfilme
Gelistet wird nach Einspielergebnis in allen Kinos weltweit. Alle Angaben zu Einnahmen und Kosten sind in Millionen US-Dollar. (nom. = nominell; infl.-ber. = inflationsbereinigt; Stand: 27. Juni 2024)
| #  | Deutscher Titel                             | Originaltitel                               | Jahr | Produktionsland                           | Einspiel- ergebnis (nom.)                                 | Einspiel- ergebnis (infl.-ber.)                               | Produk- tions- budget | Kapitalrendite 1 | Filmverleih (US)     |
| -- | ------------------------------------------- | ------------------------------------------- | ---- | ----------------------------------------- | --------------------------------------------------------- | ------------------------------------------------------------- | --------------------- | ---------------- | -------------------- |
| 01 | Avengers: Endgame                           | Avengers: Endgame                           | 2019 | Vereinigte Staaten                        | 2.799,4                                                   | 3.434,5                                                       | 356,0                 | 7,9              | Walt Disney Studios  |
| 02 | Avengers: Infinity War                      | Avengers: Infinity War                      | 2018 | Vereinigte Staaten                        | 2.052,4                                                   | 2.563,6                                                       | 316,0                 | 6,5              | Walt Disney Studios  |
| 03 | Spider-Man: No Way Home                     | Spider-Man: No Way Home                     | 2021 | Vereinigte Staaten                        | 1.921,8 1912,2 (3D/2021) + 9,6 (3D/2022)                  | 2.223,8 2.213,5 (3D/2021) + 10,3 (3D/2022)                    | 200,0                 | 9,5              | Sony Pictures        |
| 04 | Marvel’s The Avengers                       | The Avengers                                | 2012 | Vereinigte Staaten                        | 1.520,5                                                   | 2.077,2                                                       | 220,0                 | 6,9              | Walt Disney Studios  |
| 05 | Avengers: Age of Ultron                     | Avengers: Age of Ultron                     | 2015 | Vereinigte Staaten                        | 1.405,0                                                   | 1.859,2                                                       | 250,0                 | 5,6              | Walt Disney Studios  |
| 06 | Black Panther                               | Black Panther                               | 2018 | Vereinigte Staaten                        | 1.382,2 1.346,9 (3D/2018) + 35,3 (3D/2020)                | 1.725,2 1.682,4 (3D/2018) + 42,8 (3D/2020)                    | 200,0                 | 6,7              | Walt Disney Studios  |
| 07 | Deadpool & Wolverine                        | Deadpool & Wolverine                        | 2024 | Vereinigte Staaten                        | 1.338,1                                                   | 1.338,1                                                       | 200,0                 | 6,7              | Walt Disney Studios  |
| 08 | Die Unglaublichen 2                         | Incredibles 2                               | 2018 | Vereinigte Staaten                        | 1.243,1 1.242,8 (3D/2018) + 0,3 (3D/2020)                 | 1.552,8 1.673,2 (3D/2018) + 0,4 (3D/2020)                     | 200,0                 | 6,2              | Walt Disney Studios  |
| 09 | Iron Man 3                                  | Iron Man 3                                  | 2013 | Vereinigte Staaten                        | 1.215,6                                                   | 1.636,6                                                       | 200,0                 | 6,1              | Walt Disney Studios  |
| 10 | The First Avenger: Civil War                | Captain America: Civil War                  | 2016 | Vereinigte Staaten                        | 1.153,3                                                   | 1.507,1                                                       | 250,0                 | 4,6              | Walt Disney Studios  |
| 11 | Aquaman                                     | Aquaman                                     | 2018 | Vereinigte Staaten                        | 1.148,5                                                   | 1.434,6                                                       | 200,0                 | 5,7              | Warner Bros.         |
| 12 | Spider-Man: Far From Home                   | Spider-Man: Far From Home                   | 2019 | Vereinigte Staaten                        | 1.131,9                                                   | 1.388,7                                                       | 160,0                 | 7,1              | Sony Pictures        |
| 13 | Captain Marvel                              | Captain Marvel                              | 2019 | Vereinigte Staaten                        | 1.128,5                                                   | 1.384,5                                                       | 175,0                 | 6,5              | Walt Disney Studios  |
| 14 | The Dark Knight Rises                       | The Dark Knight Rises                       | 2012 | Vereinigtes Königreich Vereinigte Staaten | 1.081,2                                                   | 1.477                                                         | 250,0                 | 4,3              | Warner Bros.         |
| 15 | Joker                                       | Joker                                       | 2019 | Vereinigte Staaten                        | 1.074,4                                                   | 1.318,1                                                       | 70,0                  | 15,4             | Warner Bros.         |
| 16 | The Dark Knight                             | The Dark Knight                             | 2008 | Vereinigtes Königreich Vereinigte Staaten | 1.006,1                                                   | 1.465,8                                                       | 185,0                 | 5,4              | Warner Bros.         |
| 17 | Doctor Strange in the Multiverse of Madness | Doctor Strange in the Multiverse of Madness | 2022 | Vereinigte Staaten                        | 955,8                                                     | 1.024,4                                                       | 200,0                 | 4,8              | Walt Disney Studios  |
| 18 | Spider-Man 3                                | Spider-Man 3                                | 2007 | Vereinigte Staaten                        | 895,0                                                     | 1.354                                                         | 258,0                 | 3,5              | Sony Pictures        |
| 19 | Spider-Man: Homecoming                      | Spider-Man: Homecoming                      | 2017 | Vereinigte Staaten                        | 880,2                                                     | 1.126,3                                                       | 175,0                 | 5,0              | Sony Pictures        |
| 20 | Batman v Superman: Dawn of Justice          | Batman v Superman: Dawn of Justice          | 2016 | Vereinigte Staaten                        | 873,6                                                     | 1.141,6                                                       | 250,0                 | 3,5              | Warner Bros.         |
| 21 | Guardians of the Galaxy Vol. 2              | Guardians of the Galaxy Vol. 2              | 2017 | Vereinigte Staaten                        | 863,8                                                     | 1.105,3                                                       | 200,0                 | 4,3              | Walt Disney Studios  |
| 22 | Black Panther: Wakanda Forever              | Black Panther: Wakanda Forever              | 2022 | Vereinigte Staaten                        | 859,2                                                     | 890,3                                                         | 200,0                 | 4,2              | Walt Disney Studios  |
| 23 | Venom                                       | Venom                                       | 2018 | Vereinigte Staaten                        | 856,1                                                     | 1.069,3                                                       | 100,0                 | 8,6              | Sony Pictures        |
| 24 | Thor: Tag der Entscheidung                  | Thor: Ragnarok                              | 2017 | Vereinigte Staaten                        | 854,0                                                     | 1.092,7                                                       | 180,0                 | 4,7              | Walt Disney Studios  |
| 25 | Guardians of the Galaxy Vol. 3              | Guardians of the Galaxy Vol. 3              | 2023 | Vereinigte Staaten                        | 845,6                                                     | 978,8                                                         | 250,0                 | 3,4              | Walt Disney Studios  |
| 26 | Spider-Man                                  | Spider-Man                                  | 2002 | Vereinigte Staaten                        | 825,0                                                     | 1.438,6                                                       | 139,0                 | 5,9              | Sony Pictures        |
| 27 | Wonder Woman                                | Wonder Woman                                | 2017 | Vereinigte Staaten                        | 822,9                                                     | 1.052,9                                                       | 149,0                 | 5,5              | Warner Bros.         |
| 28 | Spider-Man 2                                | Spider-Man 2                                | 2004 | Vereinigte Staaten                        | 789,0                                                     | 1.310,3                                                       | 200,0                 | 3,9              | Sony Pictures        |
| 29 | Deadpool 2                                  | Deadpool 2                                  | 2018 | Vereinigte Staaten                        | 785,9 734,5 (3D/2018) + 51,3 (3D/2018) + 0,0002 (3D/2020) | 981,5 917,4 (3D/2018) + 64,1 (3D/2018) + 0,0002 (3D/2020)     | 110,0                 | 7,1              | 20th Century Studios |
| 30 | Deadpool                                    | Deadpool                                    | 2016 | Vereinigte Staaten                        | 782,8 782,6 (3D/2016) + 0,2 (3D/2020)                     | 1.023,2 1.023 (3D/2016) + 0,2 (3D/2020)                       | 58,0                  | 13,5             | 20th Century Studios |
| 31 | Guardians of the Galaxy                     | Guardians of the Galaxy                     | 2014 | Vereinigte Staaten                        | 773,4 772,8 (3D/2014) + 0,6 (3D/2020)                     | 1.024,6 1.023,9 (3D/2014) + 0,7 (3D/2020)                     | 170,0                 | 4,5              | Walt Disney Studios  |
| 32 | The Batman                                  | The Batman                                  | 2022 | Vereinigte Staaten                        | 770,9                                                     | 826,3                                                         | 200,0                 | 3,9              | Warner Bros.         |
| 33 | Thor: Love and Thunder                      | Thor: Love and Thunder                      | 2022 | Vereinigte Staaten                        | 760,9                                                     | 815,5                                                         | 200,0                 | 3,8              | Walt Disney Studios  |
| 34 | The Amazing Spider-Man                      | The Amazing Spider-Man                      | 2012 | Vereinigte Staaten                        | 757,9                                                     | 1.035,4                                                       | 230,0                 | 3,3              | Sony Pictures        |
| 35 | Suicide Squad                               | Suicide Squad                               | 2016 | Vereinigte Staaten                        | 746,8                                                     | 975,9                                                         | 175,0                 | 4,3              | Warner Bros.         |
| 36 | X-Men: Zukunft ist Vergangenheit            | X-Men: Days of Future Past                  | 2014 | Vereinigte Staaten                        | 746,0                                                     | 988,3                                                         | 200,0                 | 3,7              | 20th Century Studios |
| 37 | The Return of the First Avenger             | Captain America: The Winter Soldier         | 2014 | Vereinigte Staaten                        | 714,4                                                     | 946,5                                                         | 170,0                 | 4,2              | Walt Disney Studios  |
| 38 | The Amazing Spider-Man 2: Rise of Electro   | The Amazing Spider-Man 2                    | 2014 | Vereinigte Staaten                        | 709,0                                                     | 939,3                                                         | 200,0                 | 3,5              | Sony Pictures        |
| 39 | Spider-Man: Across the Spider-Verse         | Spider-Man: Across the Spider-Verse         | 2023 | Vereinigte Staaten                        | 690,6                                                     | 711                                                           | 100,0                 | 7,0              | Sony Pictures        |
| 40 | Doctor Strange                              | Doctor Strange                              | 2016 | Vereinigte Staaten                        | 677,7 (3D/2016) + 0,08 (3D/2020)                          | 885,7 885,6 (3D/2016) + 0,10 (3D/2020)                        | 165,0                 | 4,1              | Walt Disney Studios  |
| 41 | Man of Steel                                | Man of Steel                                | 2013 | Vereinigte Staaten                        | 668,0                                                     | 899,3                                                         | 225,0                 | 3,0              | Warner Bros.         |
| 42 | Justice League                              | Justice League                              | 2017 | Vereinigte Staaten                        | 657,9 (3D/2017) + 0,003 (3D/2020)                         | 841,8 859,7 (3D/2017) + 0,004 (3D/2020)                       | 300,0                 | 2,2              | Warner Bros.         |
| 43 | Baymax – Riesiges Robowabohu                | Big Hero 6                                  | 2014 | Vereinigte Staaten                        | 657,9 657,8 (3D/2014) + 0,04 (3D/2020) + 0,0002 (3D/2021) | 871,5 (3D/2014) + 0 (3D/2020) + 0,0002 (3D/2021)              | 165,0                 | 4,0              | Walt Disney Studios  |
| 44 | Thor – The Dark Kingdom                     | Thor: The Dark World                        | 2013 | Vereinigte Staaten                        | 644,8                                                     | 868,1                                                         | 170,0                 | 3,8              | Walt Disney Studios  |
| 45 | Die Unglaublichen – The Incredibles         | The Incredibles                             | 2004 | Vereinigte Staaten                        | 631,6 631,4 (2D/2004) + 0,2 (2D/2015) + 0,0003 (2D/2021)  | 1.048,9 1.048,6 (2D/2004) + 0,05 (2D/2015) + 0,0003 (2D/2021) | 92,0                  | 6,9              | Walt Disney Studios  |
| 46 | Hancock                                     | Hancock                                     | 2008 | Vereinigte Staaten                        | 629,4                                                     | 917                                                           | 150,0                 | 4,2              | Sony Pictures        |
| 47 | Iron Man 2                                  | Iron Man 2                                  | 2010 | Vereinigte Staaten                        | 623,9                                                     | 897,5                                                         | 200,0                 | 3,1              | Paramount Pictures   |
| 48 | Ant-Man and the Wasp                        | Ant-Man and the Wasp                        | 2018 | Vereinigte Staaten                        | 622,7                                                     | 777,8                                                         | 195,0                 | 3,2              | Walt Disney Studios  |
| 49 | Logan – The Wolverine                       | Logan                                       | 2017 | Vereinigte Staaten                        | 619,2 619,0 (3D/2017) + 0,2 (3D/2020)                     | 792,2 792 (3D/2017) + 0,242 (3D/2020)                         | 97,0                  | 6,4              | 20th Century Studios |
| 50 | Iron Man                                    | Iron Man                                    | 2008 | Vereinigte Staaten                        | 585,8                                                     | 853,5                                                         | 140,0                 | 4,2              | Paramount Pictures   |

### Erfolgreichste Superheldenfilmreihen
Die 12 weltweit erfolgreichsten Filmreihen über Superhelden (Stand: 27. Juni 2025)
| #  | Reihe                               | Einspiel- ergebnis | Anzahl der Filme | Durchschnitt- liches Einspiel- ergebnis | Erfolgreichster Film der Reihe | Einspiel- ergebnis des erfolg- reichsten Films |
| -- | ----------------------------------- | ------------------ | ---------------- | --------------------------------------- | ------------------------------ | ---------------------------------------------- |
| 01 | Marvel Cinematic Universe           | 31.959.416.988     | 36               | 887.761.583                             | Avengers: Endgame              | 2.799.439.100                                  |
| 02 | DC Extended Universe                | 7.188.341.102      | 15               | 479.222.740                             | Aquaman                        | 1.148.461.807                                  |
| 03 | X-Men (inkl. Ableger)               | 6.079.456.997      | 13               | 502.903.726                             | Deadpool 2                     | 785.794.179                                    |
| 04 | Sam Raimis Spider-Man-Trilogie      | 2.508.984.862      | 3                | 836.328.287                             | Spider-Man 3                   | 894.983.373                                    |
| 05 | The-Dark-Knight-Trilogie            | 2.459.388.617      | 3                | 819.796.206                             | The Dark Knight Rises          | 1.081.041.287                                  |
| 06 | Sony’s Spider-Man Universe          | 2.171.922.619      | 6                | 361.987.103                             | Venom                          | 856.085.151                                    |
| 07 | Teenage Mutant Ninja Turtles        | 1.329.960.282      | 7                | 189.994.326                             | Teenage Mutant Ninja Turtles   | 485.004.754                                    |
| 08 | Burtons & Schumachers Batman-Reihe  | 1.253.287.405      | 4                | 247.687.280                             | Batman                         | 411.569.241                                    |
| 09 | Superman-Pentalogie (inkl. Ableger) | 889.673.428        | 6                | 175.075.398                             | Superman Returns               | 391.081.192                                    |
| 10 | Unbreakable-Trilogie                | 773.571.577        | 3                | 257.857.192                             | Split                          | 278.454.417                                    |
| 11 | Blade-Trilogie                      | 418.199.313        | 3                | 139.399.771                             | Blade II                       | 155.010.032                                    |
| 12 | Hellboy                             | 322.763.517        | 3                | 107.587.839                             | Hellboy – Die goldene Armee    | 168.319.243                                    |

### Historische Erstplatzierung
Diese Auflistung enthält die Filme, die ab 1978 zeitweise die Liste der weltweit erfolgreichsten Superheldenfilme anführten. Die Einspielergebnisse nach dem Verlust des ersten Platzes (d. h. bspw. Wiederveröffentlichungen) sind in den Beträgen nicht enthalten Alle Angaben zu Einnahmen und Kosten sind in Millionen US-Dollar (nom. = nominell; infl.-ber. = inflationsbereinigt; Stand: 17. August 2023).
| Ab Jahr | Deutscher Titel        | Originaltitel          | Produktionsland    | in Jahren | Einspiel- ergebnis (nom.) | Einspiel- ergebnis (infl.-ber.) | Regisseur             |
| ------- | ---------------------- | ---------------------- | ------------------ | --------- | ------------------------- | ------------------------------- | --------------------- |
| 1978    | Superman               | Superman               | Vereinigte Staaten | 12        | 300,2                     | 1.444                           | Richard Donner        |
| 1989    | Batman                 | Batman                 | Vereinigte Staaten | 13        | 411,3                     | 1.040,4                         | Tim Burton            |
| 2002    | Spider-Man             | Spider-Man             | Vereinigte Staaten | 5         | 821,7                     | 1.432,8                         | Sam Raimi             |
| 2007    | Spider-Man 3           | Spider-Man 3           | Vereinigte Staaten | 1         | 895,0                     | 1.354                           | Sam Raimi             |
| 2008    | The Dark Knight        | The Dark Knight        | Vereinigte Staaten | 4         | 1.003,0                   | 1.461,3                         | Christopher Nolan     |
| 2012    | Marvel’s The Avengers  | The Avengers           | Vereinigte Staaten | 6         | 1.518,8                   | 2.074,9                         | Joss Whedon           |
| 2018    | Avengers: Infinity War | Avengers: Infinity War | Vereinigte Staaten | 1         | 2.052,4                   | 2.563,6                         | Anthony und Joe Russo |
| 2019    | Avengers: Endgame      | Avengers: Endgame      | Vereinigte Staaten | 4         | 2.799,4                   | 3.434,5                         | Anthony und Joe Russo |

### Erfolgreichste Superheldenfilme je Jahr
Die Liste gibt den finanziell erfolgreichsten Film des jeweiligen Jahres ab 1978 an. Alle Angaben sind in US-Dollar (Stand: 27. Juli 2025). Eine andere Quelle wird nur angegeben falls die angegebene Zahl nicht bei Box Office Mojo verfügbar ist.
| Jahr | Deutscher Titel                                  | Produktionsland                           | Einspiel- ergebnis       | Produktions- budget      | Regisseur                       | Andere Quelle            |
| ---- | ------------------------------------------------ | ----------------------------------------- | ------------------------ | ------------------------ | ------------------------------- | ------------------------ |
| 1978 | Superman                                         | Vereinigtes Königreich Vereinigte Staaten | 300.217.940 2            | 55.000.000               | Richard Donner                  |                          |
| 1979 | Kein Kinofilm erschienen                         | Kein Kinofilm erschienen                  | Kein Kinofilm erschienen | Kein Kinofilm erschienen | Kein Kinofilm erschienen        | Kein Kinofilm erschienen |
| 1980 | Flash Gordon                                     | Vereinigtes Königreich Vereinigte Staaten | 27.107.960               | 35.000.000               | Mike Hodges                     |                          |
| 1981 | Superman II – Allein gegen alle                  | Vereinigtes Königreich Vereinigte Staaten | 108.185.706 2            | 54.000.000               | Richard Donner & Richard Lester |                          |
| 1982 | Conan der Barbar                                 | Vereinigte Staaten                        | 68.851.475               | 20.000.000               | John Milius                     |                          |
| 1983 | Superman III – Der stählerne Blitz               | Vereinigtes Königreich Vereinigte Staaten | 59.950.623 2             | 39.000.000               | Richard Lester                  |                          |
| 1984 | Conan der Zerstörer                              | Vereinigte Staaten                        | 31.042.035 2             | 18.000.000               | Richard Fleischer               |                          |
| 1985 | Remo – unbewaffnet und gefährlich                | Vereinigte Staaten                        | 14.393.902 2             | 40.000.000               | Guy Hamilton                    |                          |
| 1986 | Howard – Ein tierischer Held                     | Vereinigte Staaten                        | 37.962.774               | 37.000.000               | Willard Huyck                   |                          |
| 1987 | RoboCop                                          | Vereinigte Staaten                        | 53.424.681               | 13.000.000               | Paul Verhoeven                  |                          |
| 1988 | Dragonball – The Movie: Son-Gokus erstes Turnier | Japan                                     | 4.890.000                |                          | Kazuhisa Takenouchi             |                          |
| 1989 | Batman                                           | Vereinigte Staaten                        | 411.300.442              | 35.000.000               | Tim Burton                      |                          |
| 1990 | Turtles                                          | Hongkong Vereinigte Staaten               | 201.964.483              | 13.500.000               | Steve Barron                    |                          |
| 1991 | Turtles II – Das Geheimnis des Ooze              | Hongkong Vereinigte Staaten               | 78.656.813 2             | 25.000.000               | Michael Pressman                |                          |
| 1992 | Batmans Rückkehr                                 | Vereinigte Staaten                        | 266.812.297              | 80.000.000               | Tim Burton                      |                          |
| 1993 | Turtles III                                      | Hongkong Japan Vereinigte Staaten         | 42.273.609 2             | 21.000.000               | Stuart Gillard                  |                          |
| 1994 | Die Maske                                        | Vereinigte Staaten                        | 351.583.407              | 23.000.000               | Chuck Russell                   |                          |
| 1995 | Batman Forever                                   | Vereinigte Staaten                        | 336.528.771              | 100.000.000              | Joel Schumacher                 |                          |
| 1996 | The Crow – Die Rache der Krähe                   | Vereinigte Staaten                        | 17.917.287               | 13.000.000               | Tim Pope                        |                          |
| 1997 | Batman & Robin                                   | Vereinigte Staaten                        | 238.206.926              | 125.000.000              | Joel Schumacher                 |                          |
| 1998 | Die Maske des Zorro                              | Deutschland Vereinigte Staaten            | 250.288.523              | 95.000.000               | Martin Campbell                 |                          |
| 1999 | Mystery Men                                      | Vereinigte Staaten                        | 33.461.011               | 68.000.000               | Kinka Usher                     |                          |
| 2000 | X-Men                                            | Vereinigte Staaten                        | 296.339.528              | 75.000.000               | Bryan Singer                    |                          |
| 2001 | Kamen Rider Agito: Project G4                    | Japan                                     | 10.280.000               |                          | Ryuta Tasaki                    | [ 2 ] [ 3 ]              |
| 2002 | Spider-Man                                       | Vereinigte Staaten                        | 821.708.551              | 139.000.000              | Sam Raimi                       |                          |
| 2003 | X-Men 2                                          | Kanada Vereinigte Staaten                 | 407.711.549              | 110.000.000              | Bryan Singer                    |                          |
| 2004 | Spider-Man 2                                     | Vereinigte Staaten                        | 788.976.453              | 200.000.000              | Sam Raimi                       |                          |
| 2005 | Batman Begins                                    | Vereinigtes Königreich Vereinigte Staaten | 371.853.783              | 150.000.000              | Christopher Nolan               |                          |
| 2006 | X-Men: Der letzte Widerstand                     | Vereinigtes Königreich Vereinigte Staaten | 460.435.291              | 210.000.000              | Brett Ratner                    |                          |
| 2007 | Spider-Man 3                                     | Vereinigte Staaten                        | 894.983.373              | 258.000.000              | Sam Raimi                       |                          |
| 2008 | The Dark Knight                                  | Vereinigtes Königreich Vereinigte Staaten | 1.003.045.358            | 185.000.000              | Christopher Nolan               |                          |
| 2009 | X-Men Origins: Wolverine                         | Vereinigte Staaten                        | 373.062.864              | 150.000.000              | Gavin Hood                      |                          |
| 2010 | Iron Man 2                                       | Vereinigte Staaten                        | 623.933.331              | 200.000.000              | Jon Favreau                     |                          |
| 2011 | Thor                                             | Vereinigte Staaten                        | 449.326.618              | 150.000.000              | Kenneth Branagh                 |                          |
| 2012 | Marvel’s The Avengers                            | Vereinigte Staaten                        | 1.518.812.988            | 220.000.000              | Joss Whedon                     |                          |
| 2013 | Iron Man 3                                       | Vereinigte Staaten                        | 1.215.577.205            | 200.000.000              | Shane Black                     |                          |
| 2014 | Guardians of the Galaxy                          | Vereinigte Staaten                        | 772.776.600              | 170.000.000              | James Gunn                      |                          |
| 2015 | Avengers: Age of Ultron                          | Vereinigte Staaten                        | 1.405.014.376            | 250.000.000              | Joss Whedon                     |                          |
| 2016 | The First Avenger: Civil War                     | Vereinigte Staaten                        | 1.153.296.293            | 250.000.000              | Anthony & Joe Russo             |                          |
| 2017 | Spider-Man: Homecoming                           | Vereinigte Staaten                        | 880.166.924              | 175.000.000              | Jon Watts                       |                          |
| 2018 | Avengers: Infinity War                           | Vereinigte Staaten                        | 2.052.415.039            | 316.000.000              | Anthony & Joe Russo             |                          |
| 2019 | Avengers: Endgame                                | Vereinigte Staaten                        | 2.799.439.100            | 356.000.000              | Anthony & Joe Russo             |                          |
| 2020 | Sonic the Hedgehog                               | Japan Vereinigte Staaten                  | 319.715.683              | 85.000.000               | Jeff Fowler                     |                          |
| 2021 | Spider-Man: No Way Home                          | Vereinigte Staaten                        | 1.912.233.593            | 200.000.000              | Jon Watts                       |                          |
| 2022 | Doctor Strange in the Multiverse of Madness      | Vereinigte Staaten                        | 955.775.804              | 200.000.000              | Sam Raimi                       |                          |
| 2023 | Guardians of the Galaxy Vol. 3                   | Vereinigte Staaten                        | 845.555.777              | 250.000.000              | James Gunn                      |                          |
| 2024 | Deadpool & Wolverine                             | Vereinigte Staaten                        | 1.338.073.645            | 200.000.000              | Shawn Levy                      |                          |